# Ruud Donders
Ruud Donders (6 februari 1964) is een Nederlands voormalig voetballer die uitkwam voor Willem II. Hij speelde als verdediger.